# Typha alekseevii
Espèce
Classification phylogénétique
Typha alekseevii est une espèce de plante herbacée monocotylédone de la famille des Typhaceae et du genre Typha qui croît au bord des cours d'eau à débit lent et des étangs de la région du nord du Caucase. Elle a été décrite par le botaniste russe Mavrodiev en 1999.

## Distribution
Typha alekseevii se trouve au Daghestan dans la zone montagneuse de la rivière Curu-Cajgu à une dizaine de kilomètres au sud du village de Soudak.

## Taxonomie
Typha alekseevii a été décrite par Mavrodiev en 1999, d'après des spécimens collectés en 1961 par N.N. Tzvelev; S.K. Tcherepanov; G.N. Nepli et A.E. Bobrov et nommée ainsi en l'honneur du botaniste Evgueni Alexeïev (1946-1987).
Synonyme:
- Rohrbachia alekseevii (Mavrodiev) Mavrodiev